# 愛爾蘭文學復興

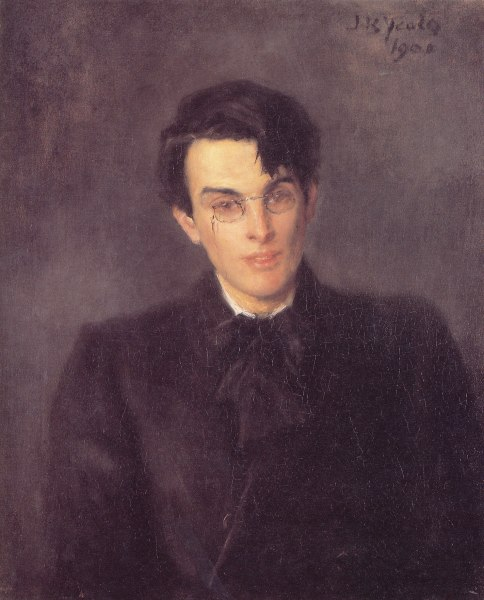
威廉·巴特勒·葉芝

愛爾蘭文學復興（Irish Literary Revival、Irish Literary Renaissance），又稱凱爾特黎明（Celtic Twilight），是19世紀和20世紀初愛爾蘭文學的復興運動。其核心人物是威廉·巴特勒·葉芝。

## 歷史
19世紀中期，愛爾蘭民族主義興起，詹姆斯·克拉伦斯·摩根、塞缪尔·弗格森和斯坦迪什·詹姆斯·奧格拉迪的作品為後來的愛爾蘭文學家的創作奠定了基礎。應凱爾特復興運動的需要，葉芝在1893年出版了《凱爾特黎明》（The Celtic Twilight）一書，愛爾蘭文學復興的暱稱“凱爾特黎明”就是由此而來。道格拉斯·海德、尤金·奧格羅尼和約恩·麥克尼爾創立了盖尔联盟，以保護愛爾蘭語為目標。托馬斯·A·芬利在1894年創辦了《新愛爾蘭評論》（New Ireland Review），很多當代文學家曾在此發文。葉芝、格雷戈里夫人和愛爾華·馬丁先後成立了愛爾蘭文學劇院和阿比劇院，文學復興運動中的劇作家如約翰·米林頓·辛格和肖恩·奧凱西的作品曾在此上演。